# La Niña (cantante)
La Niña, pseudonimo di Carola Moccia (Napoli, 10 luglio 1991), è una cantautrice italiana.

## Biografia

### Infanzia, adolescenza e studi
Nata a Napoli, è cresciuta a San Giorgio a Cremano. Ha iniziato a scoprire la passione per la musica grazie al padre musicista e alla madre artista. In tenera età ha iniziato a studiare chitarra, strumento che l'ha portata a scrivere le sue prime canzoni.
Conclusi gli studi e conseguita la maturità presso il liceo classico, ha conseguito qualche anno dopo con lode la laurea in filosofia e storia presso l'Università degli Studi di Napoli Federico II. Durante questi anni, ha collaborato con diversi artisti e musicisti, come Jovine dei 99 Posse e Roberto Angelini che l'ha portata a esibirsi per due volte nel programma televisivo Gazebo.
Dopo aver conseguito la laurea ha deciso di trasferirsi a Milano per dedicarsi completamente alla musica e in seguito ha conseguito il master in comunicazione musicale presso l'Università Cattolica del Sacro Cuore. Nel 2014 ha collaborato al progetto della band Fitness Forever come chitarra e voce e ha incontrato il produttore e musicista Alfredo Maddaluno, in arte KWSK NINJA, a sua volta coinvolto nello stesso progetto, che diventerà il suo produttore esecutivo e compagno nella vita privata. Con Maddaluno, nel 2015 ha formato il duo Yombe e deciderà di trasferirsi per un breve periodo a Londra per poi ritornare a vivere tra Milano e Napoli.

### 2015-2018: Il debutto con il gruppo Yombe
Nel 2015 Carola Moccia, sotto lo pseudonimo di Cyen, insieme a Alfredo Maddaluno fonda il duo elettro pop Yombe. Insieme si trasferiscono a Milano, nel quartiere di Lambrate dove divideranno l'alloggio con Colapesce, amico e collaboratore di Maddaluno. Gli Yombe debuttano con il loro primo singolo Vulkaan che ha anticipato l'omonimo EP composto da 5 inediti uscito il 7 aprile 2016, distribuito dall'etichetta discografica italo-canadese "Locale Internazionale". Dopo essersi esibiti in diversi festival e tour in Italia e all'estero, a fine 2016, dopo la pubblicazione del singolo SDIMS, siglano un contratto discografico con Carosello Records. Debuttano con il loro primo singolo per Carosello dal titolo Tonight il 7 luglio 2017. Il 13 ottobre dello stesso anno hanno pubblicato il singolo Nothing New to Me, a cui ha fatto seguito il 24 novembre l'album GOOOD, composto da nove inediti. Dopo l'uscita dell'album gli Yombe vanno in tour e riusciranno ad aprire i concerti di artisti come Ghemon e Little Dragon. Il 13 novembre 2017 hanno presentato il loro singolo Secret a Boiler Room a Londra. Nel 2018 gli Yombe terminano il loro contratto con Carosello Records, decidendo anche così di concludere il progetto Yombe e focalizzarsi su nuove sonorità.

### 2019-2022: Il progetto in napoletano e l'EP di debuttoEden
Dopo la chiusura del progetto con gli Yombe, Carola decide di ritornare insieme a Maddaluno a Napoli. Qui ha iniziato a sentirsi connessa alla cultura e alla musica della sua terra natia, decidendo così di mettere da parte la scrittura di brani in lingua inglese e scrivere brani in lingua napoletana. Ha iniziato così insieme a Maddaluno a sperimentare nuove sonorità e dà così vita al progetto nel 2019. Ha firmato con La Tempesta Dischi e debuttato con il singolo Croce il 28 giugno, scritto da lei stessa e prodotto da KWSK NINJA, ovvero Alfredo Maddaluno, che ha curato la direzione artistica del progetto e girato anche il video musicale. Il 24 settembre ha pubblicato il secondo singolo dal titolo Niente cchiù, sempre scritto da lei stessa e prodotto da KWSK NINJA che ne ha anche curato il video musicale. Il 18 ottobre ha fatto un cameo nel video Le ragazze di Porta Venezia - The Manifesto di Myss Keta. Il 18 dicembre ha pubblicato l'ultimo singolo per La Tempesta Dischi dal titolo Salomè, scritto dalla stessa Niña e prodotto da KWSK NINJA.
Nel 2020 ha firmato un contratto discografico con Sony Music Italy e pubblicato il singolo Fortuna il 16 ottobre. L'anno successivo ha firmato un contratto editoriale con la Sugar Music. il 12 febbraio dello stesso anno ha pubblicato il singolo 'Na cosa sola, e lo stesso giorno è uscito il suo EP di debutto per Sony Music Italy dal titolo Eden, interamente scritto, composto e prodotto da La Niña e KWSK NINJA. Il 23 aprile dello stesso anno ha pubblicato il singolo Lassame sta, estratto dall'EP Eden, in versione rivisitata in duetto con Gemitaiz Il 16 luglio ha pubblicato il singolo Tu insieme a Franco Ricciardi. Il 28 ottobre è uscito il cortometraggio per Amazon Music La Notte Delle Lumere, con lei protagonista che si esibisce con gli inediti Salomé, Na cosa sola, 00:00, in collaborazione con Ginevra e Priestess, diretto da Francesco Coppola per Anemone Film.
Nel 2022 è stata la prima artista ospite nel brano Non passa mai di Clementino, insieme a Ensi, contenuto nell'album Black Pulcinella uscito il 28 aprile, poi ha partecipato all'album di Peppe Barra Cipria e Caffè nel brano A città d'e sante Il 26 maggio del medesimo anno è stata artista partecipante nel brano XTC di Myss Keta insieme a Big Mama, contenuto nell'album Club Topperia. Il 13 settembre 2023 ha pubblicato il singolo Nunn o voglio sape.

### 2023-2024: L'albumVanitase il debutto televisivo conLa voce che hai dentro
Il 24 febbraio 2023 ha pubblicato il singolo Blu in collaborazione con la cantante britannica Mysie. Il singolo anticipa l'album di debutto della cantante dal titolo Vanitas. Il secondo singolo ad anticipare l'album è Harakiri, uscito il 16 marzo dello stesso anno. L'album di debutto è stato pubblicato il 24 marzo del medesimo anno, via Columbia/Sony Music Italy; l'album è composto da 8 inediti, la direzione artistica e produzione è di KWSK NINJA e viene acclamato positivamente dalla critica.
Nel 2023 ha fatto il suo esordio come attrice nella serie televisiva La voce che hai dentro, creata e interpretata da Massimo Ranieri, per la regia di Eros Puglielli, e trasmessa su Canale 5. Nella serie ha interpretato il ruolo dell'aspirante cantante Regina e per la stessa serie ha scritto e composto la colonna sonora.
Il 2 febbraio 2024, La Niña annuncia la firma con BMG Italy. Il 9 febbraio 2024 partecipa alla serata delle cover del 74º Festival di Sanremo dove si esibisce insieme a BigMama, Gaia e Sissi nella cover di Lady Marmalade.

### Dal 2025: L'albumFurèsta
Il 15 gennaio 2025 pubblica con BMG Italy il singolo Guapparìa che anticipa l'album Furèsta. Il brano che La Niña scrive e produce insieme a KWSK NINJA tratta il tema della criminalità organizzata e come questo danneggia le bellezze di una città. Il 19 febbraio pubblica Mammama', tramite il video dell'esibizione del brano in versione corale all'Auditorium Novecento, mentre il 12 marzo pubblica Figlia d'a Tempesta.
Il 21 marzo esce Furèsta, il secondo album dell'artista, l'album è stato accolto con grande favore dalla critica. Il progetto, contenente 10 inediti nella versione digitale e 11 nella versione fisica, è stato interamente scritto, composto e prodotto dalla stessa Niña e da Alfredo Maddaluno; alcuni brani vedono la collaborazione di Matteo Parisi. Nell'album sono presenti due collaborazioni, una con l'artista egiziana-iraniana KUKII nel brano Tremm e l'altra con l'artista egiziano Abdullah Miniawy nel brano Sanghe. Per la composizione di Furèsta, La Niña accantona le sonorità elettroniche che hanno contraddistinto la sua musica, per il progetto si ispira alla musica barocca e alla musica tradizionale mediterranea.

## Influenze musicali
La Niña è stata definita da Rolling Stone come un ibrido tra Teresa De Sio e Rosalìa. Tra le ispirazioni della cantante ci sono tanti artisti, come Pino Daniele, Carmen Consoli, FKA twigs, Caroline Polachek e Sevdaliza.

## Discografia

### Album
- 2023 – Vanitas
- 2025 – Furèsta

Con il gruppo Yombe
- 2017 – Goood

### EP
- 2021 – Eden

Con gli Yombe
- 2016 – Yombe

### Singoli
Come artista principale
- 2019 – Croce
- 2019 – Niente cchiù
- 2019 – Salomè
- 2020 – Fortuna
- 2021 – 'Na cosa sola
- 2021 – Lassame sta' (con Gemitaiz)
- 2021 – Tu (con Franco Ricciardi)
- 2022 – Nunn ’o voglio sape’
- 2023 – Blu (con Mysie)
- 2023 – Harakiri
- 2025 – Guapparìa
- 2025 – Mammama'
- 2025 – Figlia d' 'a tempesta

Con il gruppo Yombe
- 2015 – Vulkaan
- 2017 – Tonight
- 2017 – Nothing New to Me
- 2018 – My Veins are Roads

Come artista ospite
- 2024 – Fa strano (Lady Marmalade) (BigMama con Gaia, La Niña e Sissi)

## Filmografia

### Televisione
- La voce che hai dentro – serie TV, 8 episodi (Canale 5, 2023)

## Programmi televisivi
- Bar Stella (Rai 2, 2021-2022)